# Monte Manucoco
El Monte Manucoco (también escrito Gunung Manucoco o Mano Côco) es una montaña en el subdistrito Atauro una Isla del Distrito de Dili de Timor Oriental. Se encuentra cerca del extremo sur de la isla de Atauro, en la parte occidental del estrecho de wetar, a unos 25 km (16 millas) al norte de Dili, la capital del país. La accidentada topografía de las tierras altas de la isla es el resultado de la erosión, originalmente submarina, y volcanes desde el período Neógeno, con crestas estrechas y fuertes pendientes, con Manucoco formando el punto más alto. Los niveles superiores de la montaña (por encima de una altura de 700 m o 2.300 pies) todavía llevan parches de bosque tropical de montaña y de hoja perenne en valles protegidos, que cubren unos 40 kilómetros cuadrados (15 millas cuadradas). La montaña, junto con el conjunto de la isla Atauro, ha sido identificado como un Área Importante para las Aves por BirdLife International, ya que sostiene las poblaciones de varias partes de Timor.